# Cratere Savannah
Savannah  è un cratere sulla superficie di Marte.